# Ricardo Murgel
Ricardo Paranhos Murgel (Porto Alegre, 16 de setembro de 1945) é um mestre brasileiro de jiu-jitsu e mixed martial arts.

## Biografia
Mestre Ricardo Murgel já treinou vários campeões de diversas competições incluindo a Copa do Mundo de Jiu-Jitsu, em Abu Dhabi - ADCC e inúmeros eventos de Mixed Martial Arts.
Treina artes marciais há mais de cinquenta anos e é um dos mais experientes Grandes Mestres de jiu-jitsu mundial, faixa vermelha 9°grau de jiu-jitsu. 
Neto de boxer profissional, começou nas artes marciais aos 12 anos de idade (por volta de 1957), em Copacabana-RJ, treinando um misto de artes marciais com o professor Lirton Monassa (que mais tarde ficou muito conhecido na área do caratê). Depois de um ano começou a treinar judô com um professor da academia do George Mehdi, onde se dedicou até seus 18 anos e, por volta de 1964, convidado pelo amigo Álvaro Barreto, iniciou seus treinamentos no jiu-jitsu. 
É um dos responsáveis pela vinda do jiu-jitsu para o Rio Grande do Sul, a pedido do mestre Flavio Behring começou a introduzir o jiu-jitsu no estado. Em meados de 1985 começou a ensinar suas primeiras turmas de jiu-jitsu em Porto Alegre. Em 1994, ajudou a fundar a primeira federação de jiu-jitsu do Rio Grande do Sul e foi o primeir presidente desta federação. 
Até seu 7° grau (outubro 2003) foi graduado pelos seus mestres João Alberto Barreto, Álvaro Barreto, Flavio Behring e pela Confederação Brasileira de Jiu-Jitsu (CBJJ) através da comissão de graus que avaliou-o. 
Recebeu seu 8° grau diretamente  dos seus três grandes mestres (João Alberto Barreto, Álvaro Barreto, Flavio Behring) em novembro 2008.   Em 01 de Setembro de 2019 recebeu das mãos do Grande Mestre Álvaro Barreto a faixa vermelha 9° grau, durante o início de seu seminário em Porto Alegre / RS - BR, sendo esse um momento histórico para o Jiu-jitsu gaúcho.
É fundador e mestre da equipe Union World Fighting Team, ou Union Team (fundado em setembro de 1985)  e que hoje possui filiados no mundo todo: França, Croácia, Espanha, Hong Kong, Tailândia, Estados Unidos (Novo México, Texas, Geórgia), além de cerca de nove academias filiadas no Rio Grande do Sul.
Atualmente está radicado nos Estados Unidos  e reside em Alpharetta, (GA) onde é o treinador chefe da equipe Union Team BJJ.  